# Model de generació incremental
El model de generació incremental és un mètode de desenvolupament de programari, on el model s'ha dissenyat, implementat i provat de forma incremental (una mica més, s'afegeix cada vegada) fins que el producte està acabat. Implica al desenvolupament i manteniment. El producte es defineix com acabat quan satisfà totes les necessitats o requeriments. Aquest model combina els elements del model de desenvolupament en cascada amb la filosofia de prototip iteratiu.
El producte es descompon en un nombre de components, cadascun dels quals està dissenyat i construït per separat. Això permet la utilització parcial del producte i evita un llarg temps de desenvolupament. També evita un gran desemborsament de capital inicial i el període d'espera posterior. Aquest model de desenvolupament també ajuda a alleujar l'efecte traumàtic de la introducció d'un sistema completament nou d'una vegada. Hi ha, però, diversos problemes amb aquest model.